# Гражданское объединение
Гражданское объединение (словац. Občianske združeniе, сокращённо OZ, o.z.) — тип организаций в Словакии.
Согласно словацкому закону № 83/1990 Свода законов, это результат объединения граждан (организация), представляющий собой юридическое лицо, но не политическую партию, не политическое движение, не организацию, приносящую доход от деятельности (предприятие), не организацию по обеспечению надлежащего исполнения отдельного рода профессиональной деятельности, не церковь, не религиозную общину, не профсоюзную организацию и не государственный орган (или субъект по управлению государственным органом).
В качестве примеров гражданских объединений закон прямо указывает союзы, общества, ассоциации, движения и клубы. Гражданское объединение имеет свою цель и устав.
В Словакии гражданские объединения юридически регулируются законом № 83/1990 Свода законов о объединении граждан. Реестр гражданских объединений ведёт Министерство внутренних дел Словацкой Республики. Граждане Словакии имеют право на создание гражданских объединений (если это не вооруженные объединения, не объединения с целью ограничения прав граждан ввиду их различий и тому подобное).